# Castellers d'Irlanda
Els Castellers d'Irlanda van ser una colla castellera activa a Dublín, República d'Irlanda. Va començar la seva activitat l'octubre del 2014 impulsada per catalans i valencians residents a Dublín, entre els quals membres dels Marrecs de Salt.
Assajaven els caps de setmana a parcs del centre de la ciutat i van participar en l'organització d'actes relacionats amb la cultura catalana. Mai van arribar a tenir prou efectius per consolidar-se i acabar tenint camisa pròpia.